# 気球製作所
気球製作所（ききゅうせいさくじょ）は、東京都大田区北糀谷に所在する気象観測用気球、ガスホルダーのメーカー。気球製作会社としては、日本最古の民間企業である。

## 沿革
- 1894年6月 - 東京市大崎に設立。救命胴衣等を製作。
- 1896年 - 日本式繋留気球を製作する。
- 1913年 - 合資会社に改組。
- 1919年 - 株式会社に改組。
- 1920年 - 気象観測用気球を製作、中央気象台（現在の気象庁）に納入。
- 1934年 - 本社・工場を現在地に移転。

## 製造機種
- 高層気象観測用ゴム気球
- 定容積気球
- 係留気球
- ガスホルダー

## 概要
国産気象観測用気球製造会社の老舗で、現在は海外にも販路を伸ばしつつある。民間企業としては日本最古の気球制作会社であり、 同時にかつては民間企業唯一の存在だった時代もある。なお、余談であるが、 当社の近隣にはミサイルの銃身を制作している工場があり、納品先が同じ防衛省であることから親交が深い。

### 備考
1. ↑  かつてタレントの兵藤ゆきがレポーターを務めた際、当社の従業員がその旨を述べている。[要出典][いつ?]